# Liberal Hawk
Mit dem Ausdruck Liberal Hawk (englisch für Liberaler Falke) werden Personen des linksliberalen Spektrums bezeichnet, die einen außenpolitisch eher interventionistischen Standpunkt vertreten. Wegen der Rolle, die sie beim Wandel der USA hin zur militärisch führenden Nation gespielt hatten, wurden in der Vergangenheit die US-Präsidenten Franklin D. Roosevelt, Harry S. Truman, John F. Kennedy und Lyndon B. Johnson als Liberal Hawks bezeichnet. Auch im Zusammenhang mit der als Clinton-Doktrin bezeichneten, interventionistischen Einstellung zu Krisenherden Bill Clintons wird dieser Begriff verwendet.
Die Ideologie der liberalen Falken basiert auf dem Wilsonschen Ideal (ab WK I), fand ab der Zeit des Kalten Krieges Verbreitung und wurde erstmals offensichtlich hinsichtlich „humanistischer Inverventionen“ bezogen auf Bosnien während der 1990er Jahre.
In jüngerer Vergangenheit werden vor allem diejenigen Personen des linken Lagers als Liberale Falken bezeichnet, die den Einmarsch in den Irak im Jahr 2003 befürworteten oder dies heute noch tun bzw. generell den so genannten „War on Terror“ propagieren. Sowohl Neoliberale als auch „Liberal Hawks“ sprechen von Menschenrechten, Märkten, Globalisierung, Multilateralismus, Feminismus. Beide Gruppen bildeten Allianzen mit den Neokonservativen, um den Krieg gegen den Irak zu unterstützen.
Die Journalistin Virginia Heffernan verwendet analog erweiternd die Begrifflichkeit „Feminist Hawk“.